# Patrick Falk (Basketballspieler)
Patrick Falk (* 20. April 1974 in Berlin) ist ein ehemaliger deutscher Basketballspieler, der 1995 beim ersten Europacuptriumph einer deutschen Vereinsmannschaft im Kader des Korać-Cup-Siegers Alba Berlin stand. 

## Leben
Falk entstammt der Jugendarbeit des TuS Lichterfelde, er wurde mit dem TuS Li in verschiedenen Jugendaltersklassen Deutscher Meister. Mit der Berliner Goethe-Oberschule gewann er den Bundesschulwettbewerb Jugend trainiert für Olympia, war im Endspiel 1989 mit 31 Punkten der entscheidende Spieler.
Der Jugendnationalspieler stand dann mit einer Doppellizenz im Rahmen eines Kooperationsabkommens ab 1992 auch im Aufgebot des Erstligisten Alba Berlin. Nach dem Zweitligaaufstieg des TuS Li 1993 wurde die Mannschaft von Spielertrainer Emir Mutapčić betreut und hatte neben Falk verschiedene andere Doppellizenzler im Kader wie bspw. Sebastian Machowski, Drazan Tomic und Alexander Frisch oder später Mithat Demirel und Stipo Papic. Nach dem Korać-Cup-Sieg von 1995 verließ Falk Berlin und wechselte zum Erstligisten MTV 1846 Gießen. Auch hier gelang ihm nicht der erhoffte Durchbruch, so dass er weiter Richtung Süden zum Ligakonkurrenten SV Tally Oberelchingen wechselte. Mit diesem Verein nahm er zwei weitere Mal am Korac Cup teil, ohne die Erfolge mit Alba wiederholen zu können. 1999 zogen sich die Elche aus finanziellen Gründen aus der Bundesliga zurück und kooperierten fortan mit dem regionalen Konkurrenten SSV Ulm 1846. Falk, den Vielseitigkeit, ein guter Distanzwurf sowie die Verteidigungsarbeit auszeichneten, stand in der Saison 2000/01 im Erstligakader der Ulmer, konnte aber den Abstieg des Vereins nicht verhindern, der mit erheblichen finanziellen Schwierigkeiten verbunden war. Anschließend kehrte Falk nach Berlin zurück und wurde Jugendtrainer bei Alba Berlin, wo er im weiteren Verlauf unter anderem die A-Trainer-Lizenz erwarb. Falk ist ein Vetter des früheren American-Football-Spielers Wanja Müller.